# 藍川はるか
藍川 はるか（あいかわ はるか、生年月日非公開 - ）は、日本の女子プロレスラー、女性アイドル。出身地は出自となるグループにちなむ大阪府大阪市天神橋筋6丁目出身としている。血液型はAB型

## 経歴
2016年7月、藍川ハと名乗り、サンテレビの「ケンコバのバコバコテレビ」で結成された大阪市北区天神橋筋六丁目を拠点としたアイドルグループ「TEN6」に研修生として加入。2017年3月より正式メンバーに昇格。2019年8月31日をもって卒業。
「TEN6」メンバー時代にプロレスリングFREEDOMSのリングでライブをした際、葛西純のデスマッチを観戦し衝撃を受け、いつか人の頭を蛍光灯で割ってみたいという欲求からプロレスラーになることを決意。練習を重ね2018年5月27日、大阪のローカル団体、B168プロレスリング・守口大宮菊水会館ポンプ場横公園大会でデビューを果たす。練習を重ねるうちに基本技の重要さに気づき、頭を勝ち割りたい欲求は潜め、投げ技や受け身をカッコよくできるようになりたいと思い始めたという。
TEN6の脱退者が相次いだことから、2020年7月には常にはライブ参加しないサポートメンバーとしてTEN6に復帰。2021年4月までライブに参加した。
所属芸能事務所はフロンティアコーポレーション(大阪)を経て、K-entertainment所属。プロレスラーとしては関西のローカル団体を中心に、関東ではシークレットベースに常連参加している。
ライブアイドルとして活動し、その後もソロアイドルとして活動するいわゆるアイドルレスラーであるが、プロレスにおいては武器にしたくないということで女っぽさを捨てるよう意識しているという。

## 得意技
- 南無（手のひらを合わせてからのダブル・ニードロップ）[1]
- フライングボディアタック
- 救済（走りこみながら、手のひらを合わせてからのダブルニーアタック）
- ダルドリー・シッディ（ロープ際の相手に、手のひらを合わせてからのダブルニーアタック）

## 出演

### CM
- 機能性健康食品『OITAN』（2021年、柴田食品グループ)[3]

### テレビ
- 土曜ドラマ「神様からひと言〜なにわ お客様相談室物語〜」（NHK）[4]
- ケンコバのバコバコテレビ（サンテレビ）[3]

### 雑誌
- Pretty Online（大新社）専属読者モデル[3]